# The Battle Hymn of the Republic
The Battle Hymn of the Republic ("L'inno di battaglia della Repubblica") è un inno ideato dalla scrittrice statunitense Julia Ward Howe utilizzando la musica dalla canzone John Brown's Body. Le parole furono scritte nel novembre 1861 e pubblicate la prima volta sul The Atlantic Monthly, nel febbraio 1862.
Il canto è diventato estremamente popolare durante la guerra civile americana. Da quel momento è diventata una popolare e ben nota canzone patriottica americana.

## Storia
La melodia fu scritta intorno al 1856 da William Steffe. Il primo testo conosciuto si chiamava "Canaan's Happy Shore" o "Brothers, Will You Meet Me?" e la canzone era cantata come uno spiritual da falò. La melodia si diffuse in tutti gli Stati Uniti, guadagnandosi la reputazione di migliore canzone del suo tempo.
Thomas Bishop, del Vermont, si unì alla milizia del Massachusetts prima dello scoppio della guerra e compilò una popolare serie di testi, intorno al 1860, intitolata "John Brown's Body", che divenne una delle canzoni della sua unità. Secondo lo scrittore Irwin Silber (che ha scritto un libro sulle canzoni popolari della Guerra Civile), il testo originale parlava di John Brown, il famoso abolizionista.
Il battaglione di Bishop fu inviato a Washington D.C. all'inizio della guerra civile, e Julia Ward Howe udì questa canzone durante una rassegna pubblica delle truppe fuori Washington a Upton's Hill, in Virginia. Rufus R. Dawes, allora al comando della Compagnia "K" del Sesto Fanteria Volontaria del Wisconsin, dichiarò nelle sue memorie che l'uomo che aveva iniziato a cantare era il sergente John Ticknor della sua compagnia. Il compagno di Howe alla rassegna, il reverendo James Freeman Clarke, suggerì a Howe di scrivere nuove parole per la canzone dei combattenti.
La notte del 18 novembre 1861, mentre soggiornava al Willard Hotel di Washington, Howe si svegliò con le parole della canzone nella sua mente e quasi nell'oscurità scrisse i versi dell'"Inno di battaglia della Repubblica". Della scrittura dei testi, Howe ricordò: “Quella sera andai a letto come al solito e dormii, secondo la mia abitudine, abbastanza profondamente. Mi svegliai nel grigiore del crepuscolo mattutino; e mentre aspettavo l'alba, i lunghi versi della poesia desiderata cominciarono ad intrecciarsi nella mia mente. Dopo aver riflettuto su tutte le strofe, dissi a me stesso: ‘Devo alzarmi e scrivere questi versi, per non addormentarmi di nuovo e dimenticarli’. Così, con uno sforzo improvviso, balzai giù dal letto e trovai nella penombra un vecchio moncherino di penna che ricordavo di aver usato il giorno prima. Scarabocchiai i versi quasi senza guardare il foglio”.
"The Battle Hymn of the Republic" di Howe fu pubblicato per la prima volta sulla prima pagina dell'“Atlantic Monthly” del febbraio 1862. La sesta strofa scritta da Howe, che è meno comunemente cantata, non fu pubblicata in quel periodo. La canzone fu anche pubblicata come una “bordata” nel 1863 dal Comitato di supervisione per il reclutamento dei reggimenti di colore a Filadelfia. Sia "John Brown" che "Battle Hymn of the Republic" furono pubblicati in “Father Kemp's Old Folks Concert Tunes” nel 1874 e ristampati nel 1889. Entrambe le canzoni avevano lo stesso ritornello con un'aggiunta di "Gloria" nel secondo verso: "Gloria! Gloria! Gloria! Alleluia!".
Julia Ward Howe era la moglie di Samuel Gridley Howe, il famoso studioso di educazione dei ciechi. Samuel e Julia furono anche leader attivi nella politica antischiavista e forti sostenitori dell'Unione. Samuel Howe era un membro dei Secret Six, il gruppo che finanziò il lavoro di John Brown.